# RSC Anderlecht
Royal Sporting Club Anderlecht, ofte blot omtalt som Anderlecht eller RSCA er en belgisk fodboldklub. Klubben blev dannet i 1909 og har hjemmebane på Constant Vanden Stock Stadion i Anderlecht ved Bruxelles. Anderlecht spiller i den belgiske liga: Jupiler Pro League.

## Danske spillere
- Morten Olsen
- Kenneth Brylle Larsen
- Frank Arnesen
- Henrik Andersen
- Torsten Andersen
- Dan Petersen
- Per Frimann
- Benny Nielsen
- Anders Dreyer
- Kasper Dolberg
- Kasper Schmeichel